# المسيحية في تيمور الشرقية

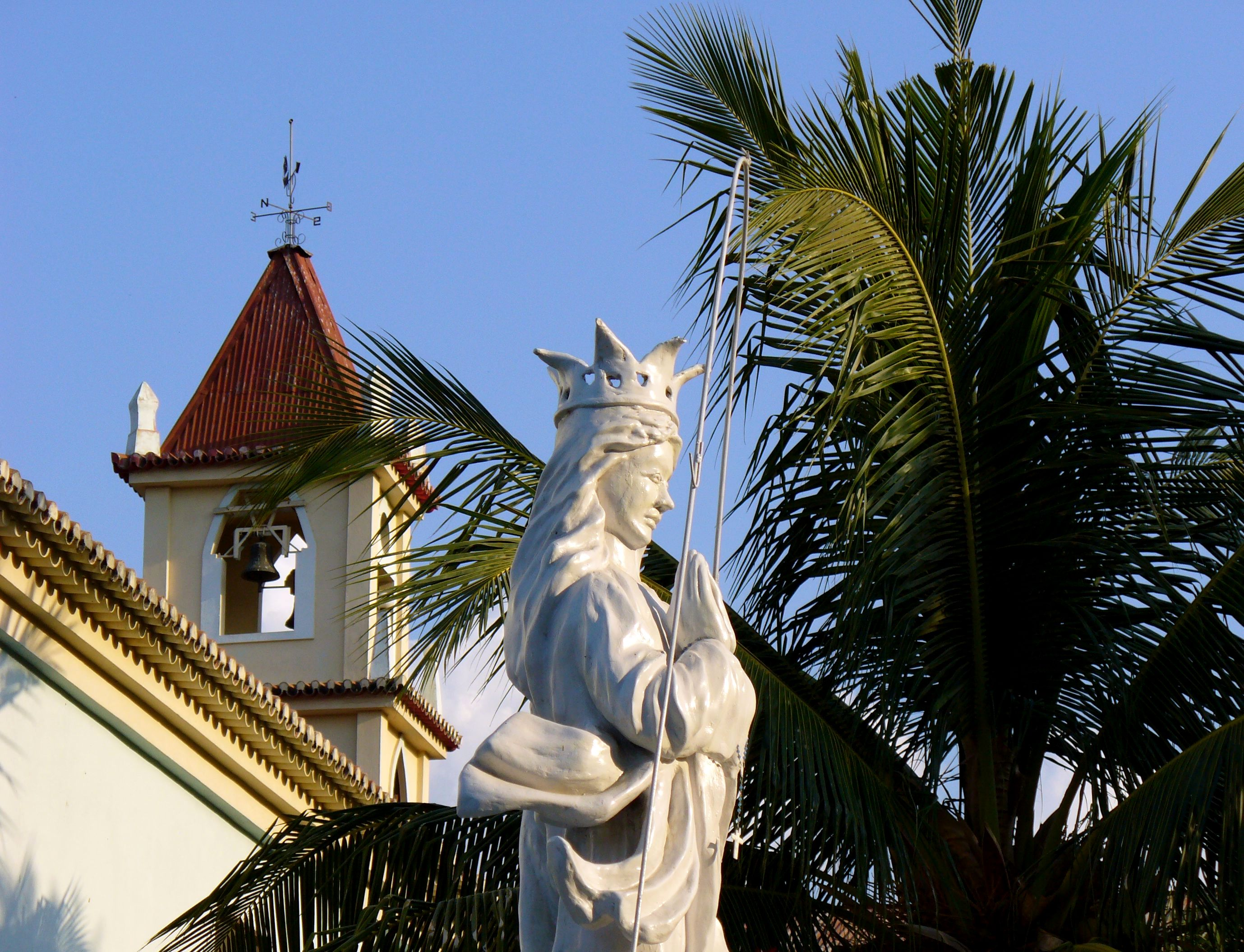
كنيسة باليدي، في العاصمة ديلي.

المسيحية في تيمور الشرقية هي الديانة الغالبة والسائدة، وفقاً لمعطيات مركز بيو للأبحاث عام 2010 كان حوالي 99.6% من السكان من المسيحيين. وتأتي في مقدمة الطوائف المسيحية الكنيسة الرومانية الكاثوليكية والتي يعتنقها 98% من السكان. بعد الاستقلال أصبحت تيمور الشرقية إحدى دولتين فقط تتبعان الكنيسة الرومانية الكاثوليكية في آسيا إلى جانب الفلبين.
على الرغم من أنَّ إندونيسيا دولة ذات أغلبية مسلمة الا أنَّ الأجزاء الأندونيسية القريبة من تيمور الشرقية تقطنها أغلبية كاثوليكية، بما في ذلك تيمور الغربية وفلوريس. يُعرف السكان أنفسهم في الغالب رومان كاثوليك (98%)، على الرغم من أن التقاليد الوثنية المحلية تمتلك تأثيرًا قويًا على الثقافة المحلية. تشمل الأقليات الدينية كل من المسلمين (أقل من 1%) (بما في ذلك رئيس الوزراء السابق مرعي بن عمودة الكثيري) والبروتستانت (1%) (بما في ذلك تور ماتان رواك، قائد قوة الدفاع الوطني).

## تاريخ

### خلفية تاريخية

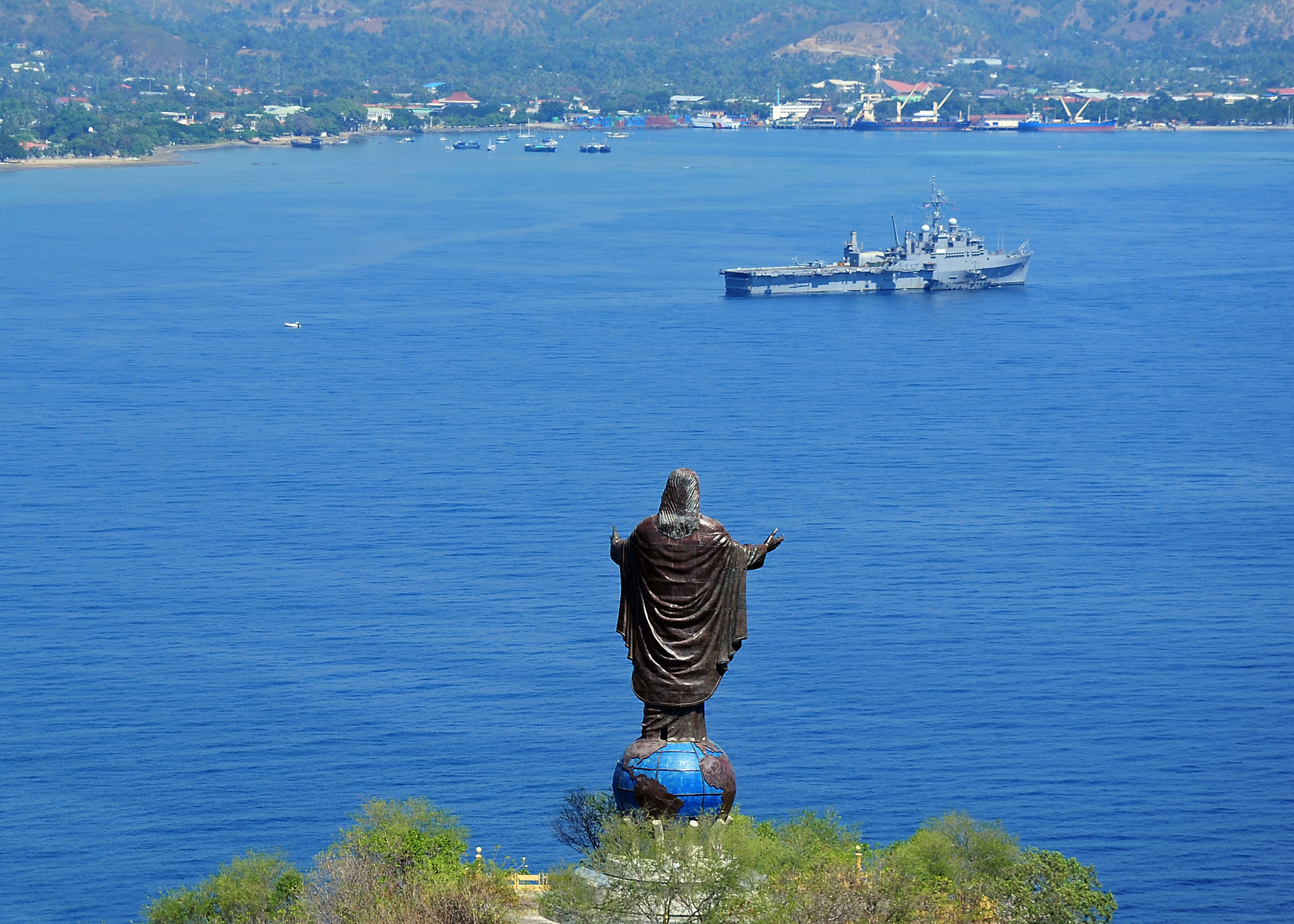
تمثال المسيح الملك في العاصمة ديلي.

في أوائل القرن السادس عشر، أجرى تجار برتغاليون وهولنديون اتصالات مع تيمور الشرقية، وحافظ المبشرون على اتصال متقطع حتى عام 1642 عندما استلمت الإمبراطورية البرتغالية السلطة وأبقت عليها حتى عام 1974، مع احتلال قصير لليابان خلال الحرب العالمية الأولى. اتسم احتلال إندونيسيا لتيمور الشرقية بالعنف والوحشية، وأشار تقرير إحصائي مفصل أعدته لجنة الاستقبال والحقيقة والمصالحة في تيمور الشرقية إلى حد أدنى يبلغ 102,800 حالة وفاة مرتبطة بالنزاع في الفترة بين عام 1974 وعام 1999، أي ما يقرب من 18,600 حالة قتل وحوالي 84,200 حالة وفاة بسبب الجوع والمرض، مع أنَّ الرقم المقدر بناءً وفقاً للبيانات البرتغالية والإندونيسية والكنيسة الكاثوليكية تقدر أعداد الضحايا بحوالي 200,000 حالة وفاة.
نمت عضوية الكنيسة بشكل كبير في ظل الحكم الإندونيسي، حيث أن عقيدة الدولة الاندونيسيَّة (بانكاسيلا) لا تعترف بالمعتقدات التقليدية، وتطلب من جميع المواطنين الإيمان بالله. أسفر بانكسيلا اندونيسيا على تحويلات جماعيَّة إلى الديانة المسيحية، وتم استبدال رجال الدين البرتغاليين بكهنة إندونيسيين وتم تغيير لغة القداديس الدينيَّة من اللغة البرتغالية واللاتينيَّة باللغة الإندونيسية. بينما أطلق فقط 20% من سكان تيمور الشرقية على أنفسهم كاثوليك عشيَّة غزو واحتلال البلاد من قبل إندونيسيا عام 1975، لترتفع نسبة الكاثوليكي إلى حوالي 95% بحلول نهاية العقد الأول بعد الغزو. وارتفع عدد الكنائس من مائة في عام 1974 إلى أكثر من 800 في عام 1994. انخفض أعداد البروتستانت والمسلمين انخفاضًا كبيرًا بعد سبتمبر عام 1999 لأن هذه الجماعات كانت ممثلة بشكل غير متناسب بين مؤيدي الاندماج مع إندونيسيا وبين موظفي الخدمة المدنية الإندونيسيين المكلفين بالعمل في المقاطعة من أجزاء أخرى من إندونيسيا، وغادر الكثير منهم البلاد في عام 1999.

### الاستقلال

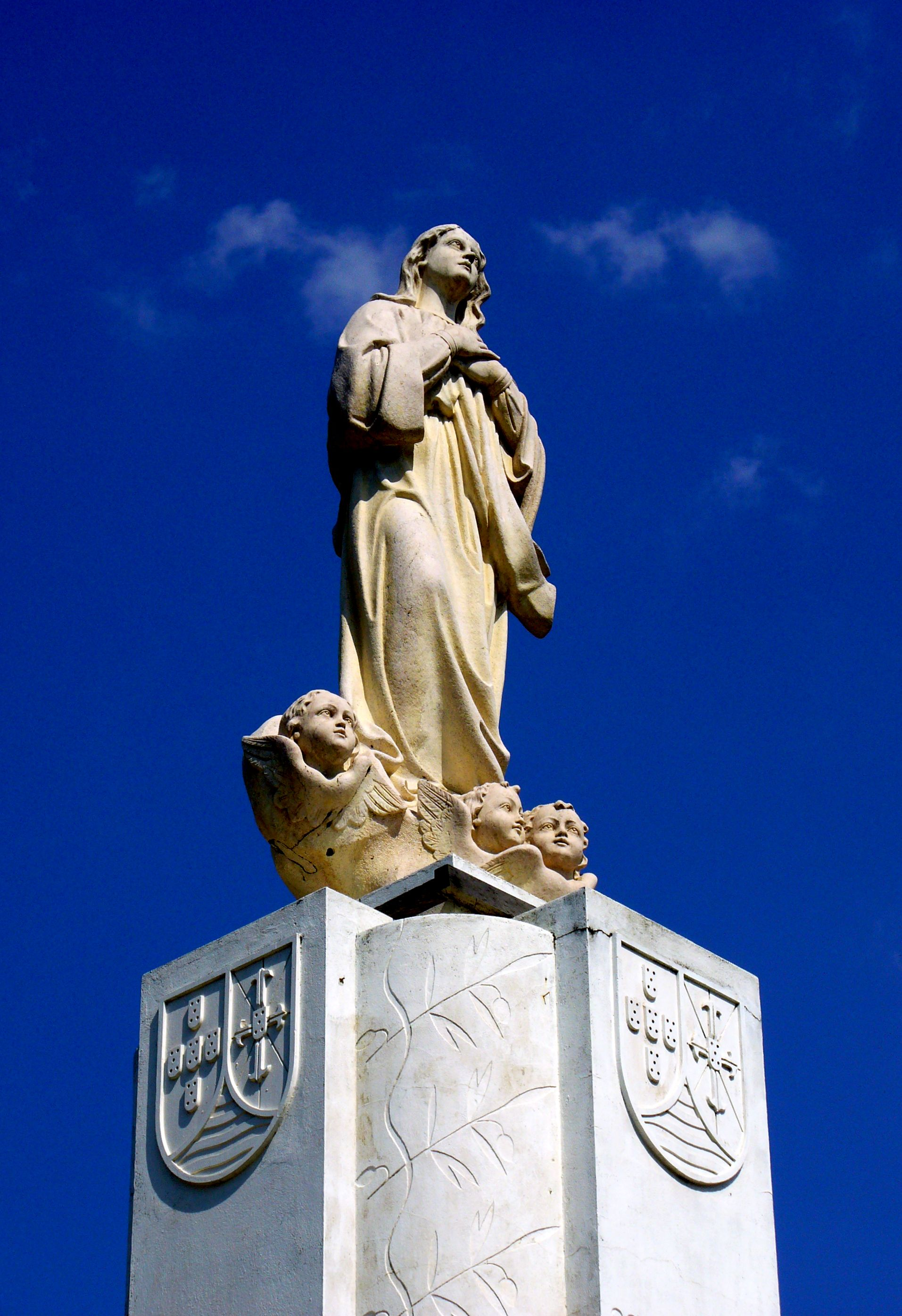
تمثال مريم العذراء في العاصمة ديلي.

بينما ينص دستور تيمور الشرقية على مبادئ حرية الدين والفصل بين الكنيسة والدولة في المادة 45، فإنه يعترف أيضًا «بمشاركة الكنيسة الكاثوليكية في عملية التحرير الوطني» في ديباجتها (رُغم أن هذا لا يتضمن القيمة القانونية). بعد الاستقلال أصبحت تيمور الشرقية إحدى دولتين فقط تتبعان الكنيسة الرومانية الكاثوليكية في آسيا إلى جانب الفلبين. على الرغم من أنَّ الأجزاء الأندونيسية القريبة من تيمور الشرقية تقطنها أغلبية كاثوليكية، بما في ذلك تيمور الغربية وفلوريس.
كشفت زيارة البابا يوحنا بولس الثاني إلى تيمور الشرقية عام 1989 حالة الإقليم المحتل لوسائط الإعلام العالمية وقدمت محفزاً للنشطاء المستقلين سعياً للحصول على دعم عالمي. محايدًا رسمياً أراد الفاتيكان الاحتفاظ بعلاقات جيدة مع إندونيسيا، أكبر دولة إسلامية في العالم. ولدى وصول البابا إلى تيمور الشرقية قبل رمزياً الأرض مشيراُ إلى ممارسته المعتادة لتقبيل الأرض لدى وصوله إلى أمَّة أو دولة، ومع ذلك تجنب الافتراض الصريح بأن تيمور الشرقية كانت دولة ذات سيادة. وتكلم بحرارة ضد التجاوزات في خطبته، مع تجنب تسمية السلطات الإندونيسية باعتبارها مسؤولة. وتكلم البابا ضد العنف في تيمور الشرقية، ودعا كلا الطرفين إلى التحلي بضبط النفس ناشدًا أبناء تيمور الشرقية «بالمحبة والدعاء لأعدائهم». وعلى الرغم من أن الصراع بين تيمور الشرقية وإندونيسيا لم يكن حول الدين، فإن المؤسسة الكنسيَّة ذات الجذور المحلية العميقة في تيمور الشرقية لم تميز المنطقة فقط عن اندونيسيا المسلمة، ولكنها لعبت دورًا هامًا في حركة المقاومة، ممثلة في المطران كارلوس فيليبي خيمينيس بيلو الحائز على جائزة نوبل للسلام لعام 1996 وذلك لدوره في إيجاد حل سلمي للصراع في تيمور الشرقية. يعترف الدستور بدور الكنيسة في تيمور الشرقية على الرغم من أنه ينص أيضا على كون الدولة علمانية تضمن حرية الدين للجميع.
قُتل عدد من الكهنة والراهبات في أعمال العنف في تيمور الشرقية التي أعقبت استفتاء عام 1999، كما وأعلنت الدولة المستقلة حديثا ثلاثة أيام حداد وطني على وفاة البابا يوحنا بولس الثاني في عام 2005. ولا تزال الكنيسة الرومانية الكاثوليكية تشارك بشكل كبير في السياسة، مع مواجهات عام 2005 مع الحكومة حول التعليم الديني في المدرسة وإطلاق محاكمات جرائم الحرب على الفظائع التي ارتكبتها إندونيسيا ضد تيمور الشرقية. كما أيدت الكنيسة رئيس الوزراء الجديد في جهوده لتعزيز المصالحة الوطنية. وفي يونيو من عام 2006 تلقت وكالات الإغاثة الكاثوليكية مساعدات من الولايات المتحدة لمساعدة ضحايا الاضطرابات في البلاد. وارتفع عدد الكنائس من مائة في عام 1974 إلى أكثر من 800 في عام 1994. في عام 2012 ذُكر أن أكثر من 1,000 طفل كاثوليكي في تيمور الشرقية، تم إبعادهم من عائلاتهم، وأحتجزوا في إندونيسيا دون موافقة والديهم، وتم تحويلهم قسراً إلى الإسلام، وتعليمهم في المدارس الإسلامية. ومنذ عام 2015، قامت رهبان الساليزيان دون بوسكو وراهبات بنات مريم معونة النصارى بمساعدة أكثر من 1,100 طالب في جميع أنحاء البلاد بتغذية أفضل من خلال وجبات الأرز المدعمة.

## الطوائف المسيحية

### الكاثوليكية

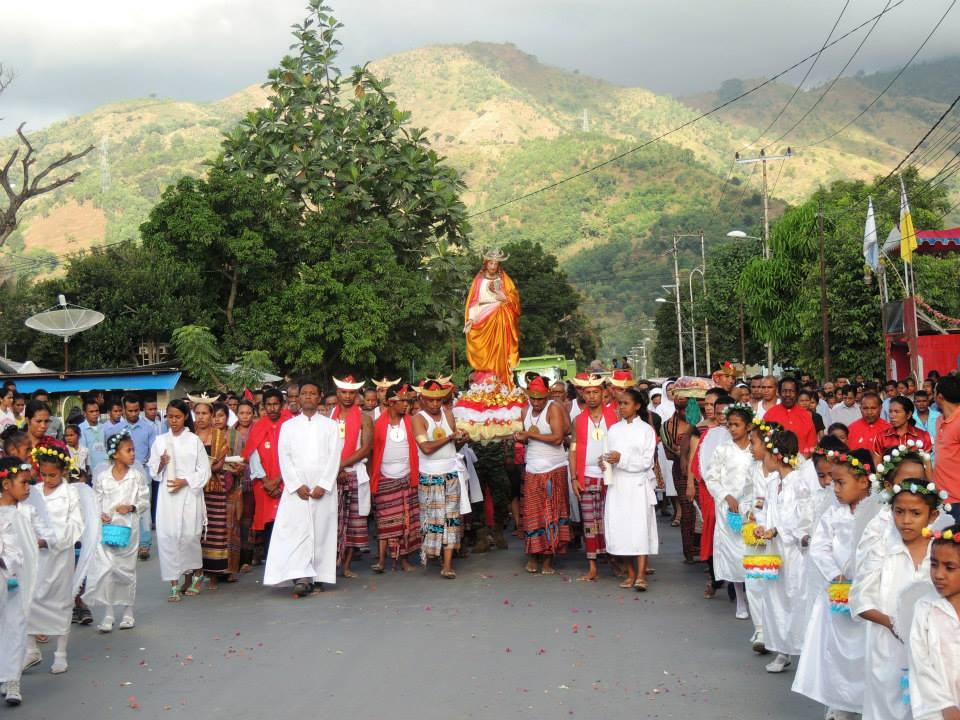
تطواف كاثوليكي على شرف مريم العذراء في العاصمة ديلي.

الكنيسة الكاثوليكية التيموريَّة الشرقيَّة هي جزء من الكنيسة الكاثوليكية العالمية في ظل القيادة الروحية للبابا في روما، وفقاً لإحصائيات عام 2007 حوالي 96.9% من السكان من أتباع الكنيسة الرومانية الكاثوليكية أي حوالي 900,000 نسمة، وذلك على الرغم من أن التقاليد الوثنية المحلية تمتلك تأثيرًا قويًا على الثقافة المحلية، وتُعتبر تيمور الشرقية حالياً واحدة من أكثر الدول الكاثوليكية كثافة في العالم. وتنقسم البلاد كنسياً إلى ثلاث أبرشيات وهي ديلي وماليانا وبوكاو، وكلها تخضع بشكل مباشر للكرسي الرسولي. وقد ارتفع عدد الكنائس من مائة في عام 1974 إلى أكثر من 800 في عام 1994، وشهدت عضوية الكنيسة نمواً بشكل كبير في ظل الحكم الإندونيسي، بينما أطلق فقط 20% من سكان تيمور الشرقية على أنفسهم كاثوليك عشيَّة غزو واحتلال البلاد من قبل إندونيسيا عام 1975، ارتفعت نسبة الكاثوليك إلى حوالي 95% بحلول نهاية العقد الأول بعد الغزو. أدّى تفكك الكنيسة الكاثوليكية البرتغالية في تيمور الشرقية إلى تسريع تحويل الكنيسة إلى كنيسة وطنية.
بينما يُكرس دستور تيمور الشرقية مبادئ حرية الدين والفصل بين الكنيسة والدولة في القسم 45، فإنه يقر أيضًا "بمشاركة الكنيسة الكاثوليكية في عملية التحرر الوطني" في ديباجته (على الرغم من هذا ليس له قيمة قانونية).

### البروتستانتية
انخفض عدد البروتستانت والمسلمين بشكل ملحوظ بعد سبتمبر من عام 1999 لأن هذه المجموعات كانت ممثلة بشكل غير متناسب بين مؤيدي التكامل مع إندونيسيا وبين موظفي الخدمة المدنية الإندونيسيين المعينين للعمل في المقاطعة والقادمين من أجزاء أخرى من إندونيسيا، وغادر العديد منهم البلاد في عام 1999. وتضمنت القوات العسكرية الإندونيسية التي كانت تتمركز في السابق عددًا كبيرًا من البروتستانت الذين لعبوا دورًا رئيسيًا في تأسيس كنائس بروتستانتية في الإقليم. وكان أقل من نصف هذه التجمعات موجوداً بعد سبتمبر من عام 1999، وكان كثير من البروتستانت من بين أولئك الذين بقوا في تيمور الغربية، وتُعد الكنائس الخمسينية أكبر الطوائف البروتستانتية في البلاد وأكثرها نشاطاً.